# Шайкевич Олександр Наумович
Олександр Наумович Шайкевич (1890, Російська імперія — ?) — радянський державний діяч, голова Шевченківського та Бердичівського окрвиконкомів.

## Життєпис
Службовець.
Член РКП(б) з 1919 року.
У 1923 році — голова виконавчого комітету Шевченківської (центр — місто Корсунь) окружної ради УСРР.
У грудні 1923 — березні 1925 року — голова виконавчого комітету Бердичівської окружної ради УСРР.
У 1929 — січні 1932 року — голова Північної крайової ради народного господарства.
У січні 1932 — 1933 року — секретар Північного крайового комітету ВКП(б) із постачання.
Потім працював начальником відділу робітничого постачання Челябінського тракторного заводу.
Подальша доля невідома.